# گرد جوهر

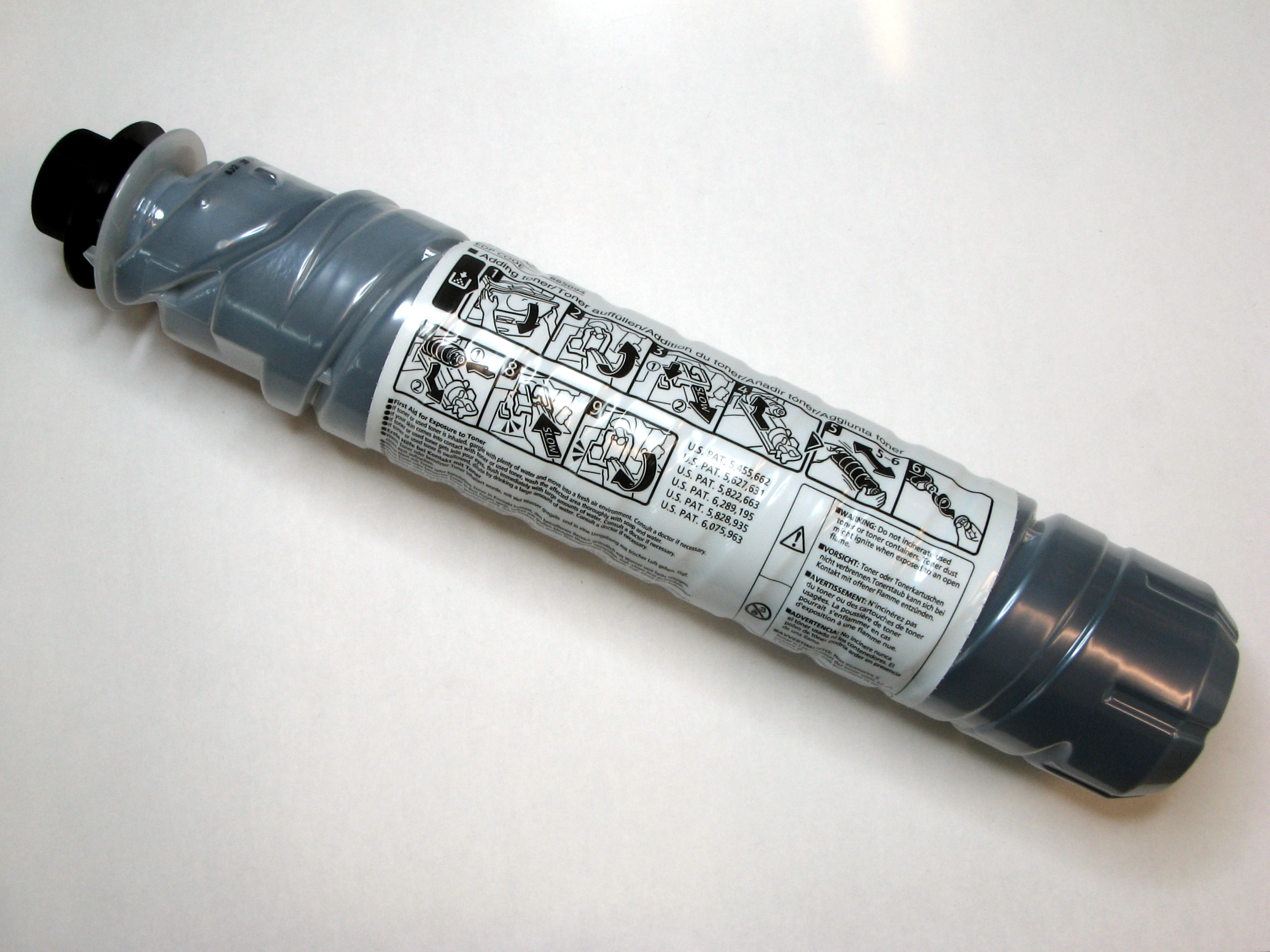
گرد جوهر سیاه

گرد جوهر نام پودری است که در چاپگر لیزری استفاده می‌شود و متن و عکس‌ها را روی کاغذ منتقل می‌کند. در گذشته از مخلوط کربن، اکسید آهن و شکر تولید می‌شد، ولی اکنون برای بهبود کیفیت چاپ از مخلوط کربن و بسپار (پلیمر) استفاده می‌شود. ذرات گرد جوهر در چاپگر توسط حرارت ذوب می‌شوند و به کاغذ می‌چسبند.